# Séisme de 2006 aux Tonga
Le séisme de 2006 aux Tonga est un séisme qui s'est produit le 3 mai 2006 aux îles Tonga.
 Avec 8,1 degrés sur l'échelle ouverte de Richter, il s'agit de la plus forte secousse ressentie en plus de vingt ans dans le pays. 
Une alerte au tsunami a été lancée pour une partie du Pacifique Sud avant d'être levée un peu plus tard. 
L'alerte au tsunami avait été lancée pour le Tonga, les îles Fidji, la Nouvelle-Zélande et Hawaii. La hauteur de la vague n'a été que de 50 cm.
Selon l'Institut géologique américain (USGS), le séisme s'est produit à 15 h 26 UTC à 155 kilomètres au sud de l'île Neiafu de Tonga et à 2 145 kilomètres au nord-est d'Auckland en Nouvelle-Zélande ; son épicentre a été localisé à 16 100 mètres de profondeur. Le tremblement de terre a duré plus de trente secondes.
Les îles Fidji ont indiqué qu'aucun tsunami n'avait été signalé.